# Mulino da seta di Tomioka
Il Mulino da seta di Tomioka (in giapponese 富岡製糸場) è stato il primo insediamento industriale moderno per la filatura della seta in Giappone, situato nella città di Tomioka, Prefettura di Gunma. È considerata un importante esempio di archeologia industriale in buono stato di conservazione e tutelata dallo Stato come sito storico.